# Надін Турчин

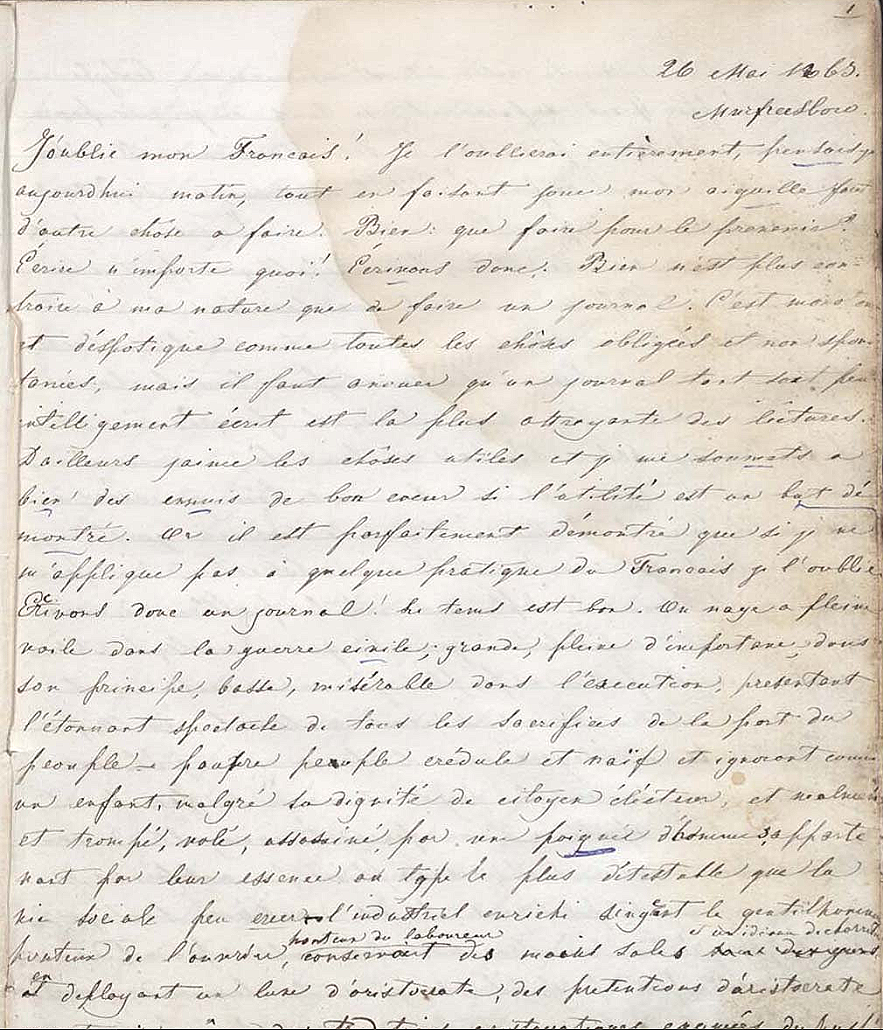
Сторінка із щоденника Надін А. Турчин, 1863 рік

Надін А. Турчин (26 листопада 1826 — 17 липня 1904) — дружина бригадного генерала Союзу Джона Безіла Турчина. Під час Громадянської війни в Америці вона подорожувала зі своїм чоловіком під час його військових походів і іноді виконувала роль його заступниці в командуванні його військами. Вона вела докладний щоденник, який залишається головною розповіддю очевидиця яскравої кар'єри її чоловіка. Вона стала широко відомою в армії Союзу як «мадам Турчин».

## Біографія
Вона народилася як Надія Антоніна Львова (або Ловова) в Росії, донька офіцера російської армії. 10 травня 1856 року в Кракові, Польща, вона вийшла заміж за Івана Васильовича Турчанінова, з яким у 1856 році емігрувала до Сполучених Штатів. Після прибуття до США та остаточного поселення на фермі в Нью-Йорку вони англізували свої імена. Пізніше вони переїхали до Філадельфії, а потім до Чикаго, де він працював інженером-топографом на Центральній залізниці Іллінойсу.:132
З початком громадянської війни на початку 1861 року Джон Турчин був обраний полковником 19-го Іллінойського піхотного полку, а пізніше став єдиним генералом українського походження, який служив в армії Союзу. Надін подорожувала зі своїм чоловіком протягом усієї війни, незважаючи на накази забороняти дружинам їздити в походи.
Під час короткої хвороби її чоловіка в 1862 році було стверджено, що Надін «зайняла його місце командира полку», але, ймовірно, не прийняла повного командування. Історії про її військову кмітливість і героїзм повідомляли солдати з Іллінойсу, а також у пізніших газетних статтях про неї.:133–134
Коли полковника Турчина звинуватили в невиконанні службових обов'язків, вона поїхала до Чикаго, а потім до Вашингтона, округ Колумбія, щоб згуртувати громадськість на його захист. До Білого дому дійшло прохання про допомогу, і Турчин отримав звання бригадного генерала. 8 серпня 1862 року газета Chicago Times написала, що «справді в лотерею шлюбний полк. Турчину пощастило скласти безцінний приз».
У 1863 році Надін почала вести регулярний щоденник, в якому містилася її думка про товаришів-офіцерів її чоловіка та коментарі до битв, у яких вона брала участь, включаючи Чикамаугу.:132 Під час битви вона залишалася з вагонами бригади та дивізії, які були припарковані на західній околиці поля бою, і вона піднялася на східні пагорби Місіонерського хребта, щоб спостерігати за подіями під час битви за Місіонерський хребет. Вона залишила докладні звіти про обидві битви, фактично будучи єдиною жінкою Союзу, яка веде щоденник цих битв.
Після війни Турчини оселилися в Радомі, штат Іллінойс. У них не було дітей. Після смерті чоловіка в 1901 році Надін подала заяву на пенсію в розмірі 30 доларів на місяць як військова вдова, а не як медсестра чи солдат. Надін Турчин померла в 1904 році і була похована поруч зі своїм чоловіком на Національному кладовищі Маунд-Сіті в південному Іллінойсі.:141

## Визнання
Надін А. Турчин заслужила місце в колективній пам'яті Америки. 25 квітня 1961 року Фред Швенгель, виступаючи в Конгресі Сполучених Штатів про жінок у громадянській війні в США, сказав:
Have you ever heard of Madame Turchin, the immigrant from Russia, symbol of foreign aid, who went with her husband, a colonel in the Union Army, and served as nurse and mother confessor to the regiment. And, once when her husband became ill, she took over and led the regiment into battle with confidence and poise and won the skirmish.

## Подальше читання
- Бержерон, Доля. Жінки в блакитному: історія трьох жінок з Іллінойсу, які воювали у громадянській війні . Дисертація (бакалавр), Коледж Лейк-Форест, 2002, 2002.OCLC 50043862OCLC 50043862
- Кастевенс, Френсіс Гардінг. Оповідання з Півночі та Півдня: двадцять чотири видатні особи та події громадянської війни . Джефферсон, NC: McFarland & Co, 2007.OCLC 71812754OCLC 71812754ISBN 978-0-7864-2870-0
- East, Ernest E. Lincoln's Russian General, Journal of the Illinois State Historical Society, Vol. 52, № 1, Лінкольн Півсотріччя (весна, 1959), стор. 106–122
- Холл, Річард Х. Жінки на фронті громадянської війни . Лоуренс: University of Kansas Press, 2006. стор. 44, 260—261.ISBN 978-0-7006-1437-0
- Харпер, Джудіт Е. Жінки під час громадянської війни: енциклопедія . Нью-Йорк: Routledge, 2004.ISBN 0-415-93723-X
- Кеннеді, Діна. «Пані. Генерал»: Надін Турчин і дев'ятнадцятий Іллінойський піхотний полк у громадянській війні . Дисертація (магістр) — Університет штату Іллінойс, 1992.OCLC 26709534OCLC 26709534
- Мессі, Мері Елізабет. Жінки в громадянській війні . Lincoln: University of Nebraska Press, 1966. стор. 69–70.ISBN 0-8032-8213-3
- Макселліготт, Мері Еллен. Одноманітність, сповнена смутку": Щоденник Надін Турчин, травень 1863 р. — квітень 1864 р ., Журнал Історичного товариства штату Іллінойс, том 70, № 1 (лютий 1977 р.), стор. 27–89
- Паррі, Альберт. Більше про генерала Турчина, Russian Review, Wiley, Vol. 14, № 1 (січень 1955), стор. 19–23